# Henryk I Waldeck
Henryk I Waldeck-Schwalenberg (zm. przed 21 września 1214) – syn hrabiego Wolkwina II Schwalenberg.
W 1185 brał udział wraz ze swoimi braćmi w założeniu klasztoru Marienfeld.
W 1190 przejął hrabstwa Schwalenberg i Waldeck z powodu krucjaty na którą wyruszył jego brat Wittekind III Waldeck-Schwalenberg.

## Rodzina i dzieci
Ożenił się z Hesseką z Dassel (zm. 25 lipca 1220) 
- Henryk (ur. przed 1236, zm. 1288), kanonik w Paderborn
- Wolkwin III (zm. 1249)
- Herman II (zm. 1248), benedyktyn
- Adolf I (zm. 3 października 1270) ∞ 1 Zofia N. (zm. 1254) ∞ 2 (ok. 1254) Ethelinda von Lippe (zm. ok. 1273)